# Can't Tame Her
Can't Tame Her är en låt av svenska sångerskan Zara Larsson. Den släpptes som ledande singel från hennes fjärde studioalbum, Venus den 26 januari 2023 av Sommer House och Epic Records. Den fick stor kritik från musikkritiker, som berömde soundet, produktionen, texterna och Larssons sångprestanda.  Låten har även blivit guldcertifierad i Storbritannien och Danmark, och platina i Sverige.